# Color Code-Arden’Beef/Saison 2016
Dieser Artikel listet Erfolge und Fahrer des Radsportteams Color Code-Arden’Beef in der Saison 2016 auf.

## Abgänge – Zugänge
| Zugänge          | Team 2015       | Abgänge             | Team 2016                           |
| ---------------- | --------------- | ------------------- | ----------------------------------- |
| Wallace Bero     | Neoprofi        | Florent Delfosse    | Wallonie Bruxelles-Group Protect    |
| Gordon De Winter | Neoprofi        | Jimmy Duquennoy     | Wallonie Bruxelles-Group Protect    |
| Johan Hemroulle  | BMC Development | Tom Galle           | Verandas Willems-Crabbé-CC Chevigny |
| Julien Mortier   | Neoprofi        | Loïc Hennaux        | Unbekannt                           |
| Marvin Tasset    | Neoprofi        | Anthony Vandrepotte | Karriereende                        |

## Mannschaft
| Teamkader 2016                                             | Teamkader 2016     | Teamkader 2016 | Teamkader 2016                             |
| Name                                                       | Geburtsdatum       | Land           | Vorheriges Team                            |
| ---------------------------------------------------------- | ------------------ | -------------- | ------------------------------------------ |
| Charlie Arimont                                            | 3. Juni 1996       | Belgien        |                                            |
| Wallace Bero                                               | 21. Februar 1997   | Belgien        |                                            |
| Gordon De Winter                                           | 6. Juni 1997       | Belgien        | Verandas Willems-Crabbé-CC Chevigny (2015) |
| Hugo De Winter                                             | 30. Dezember 1996  | Belgien        | Verandas Willems-CC Chevigny (2014)        |
| Johan Hemroulle                                            | 5. August 1995     | Belgien        | BMC Development (2015)                     |
| Julien Kaise                                               | 12. Januar 1995    | Belgien        |                                            |
| Antoine Loy                                                | 22. September 1996 | Belgien        |                                            |
| Rémy Mertz                                                 | 17. Juli 1995      | Belgien        | Verandas Willems-CC Chevigny (2013)        |
| Julien Mortier                                             | 20. Juli 1997      | Belgien        |                                            |
| Martin Palm                                                | 14. Juni 1996      | Belgien        | Verandas Willems-CC Chevigny (2014)        |
| Maximilien Picoux                                          | 12. November 1995  | Belgien        |                                            |
| Ludovic Robeet                                             | 22. Mai 1994       | Belgien        | UC Seraing Crabbé Performance (2012)       |
| Franklin Six                                               | 29. Dezember 1996  | Belgien        |                                            |
| Lionel Taminiaux                                           | 21. Mai 1996       | Belgien        | Verandas Willems-CC Chevigny (2014)        |
| Marvin Tasset                                              | 26. Oktober 1997   | Belgien        |                                            |
|                                                            |                    |                |                                            |
| Quellen: ProCyclingStats Cycling Quotient Cycling Archives |                    |                |                                            |

Anmerkung: Marvin Tasset missing qualifiers by rider